# 알바흐리 SC
알바흐리 SC(아랍어: نادي البحري الرياضي는 바스라를 연고로 하는 이라크의 축구단이다. 현재 이라크 1부 리그에 참가하고 있다.

## 우승
- 이라크 1부 리그: 1978–79